# میکله د لوکی
میکله دِ لوکی (به ایتالیایی: Michele De Lucchi)؛ (زادۀ ۸ نوامبر ۱۹۵۱ میلادی) معمار و طراح اهل ایتالیا بود.
وی همچنین برندهٔ جوایزی همچون پرگار طلا شده‌ است.